# WRC: FIA World Rally Championship
WRC FIA World Rally Championship (noto anche come WRC: FIA World Rally Championship, WRC - FIA World Rally Championship e WRC 2010) è un simulatore di guida sviluppato da Milestone per Microsoft Windows, Xbox 360, Playstation 3, uscito nel 2010. Una conversione sviluppata da Firebrand Games è stata pubblicata per Nintendo 3DS nel 2014.
Il gioco rappresenta il Campionato del mondo rally del 2010 e offre la possibilità al giocatore di guidare tutte le auto della stagione, con relativi sponsor e team di piloti e co-piloti.
Il gioco include 13 rally, divisi in 78 prove speciali, per un totale di 550km di strade percorribili. Esso comprende, oltre alle auto della categoria WRC, anche vetture da tre categorie di supporto del mondiale: Junior World Rally Championship (JWRC), Production World Rally Championship (PWRC) e Super 2000 World Rally Championship (SWRC).
Un seguito è stato poi pubblicato nel 2011: WRC 2 FIA World Rally Championship, contenente tutte le auto, i tracciati e i piloti della stagione 2011 del Campionato del mondo rally.

## Modalità di gioco
Il gioco presenta numerose modalità: si ha la classica modalità carriera suddivisa in 10 stagioni, denominata La scalata verso il WRC (in cui il giocatore avrà un suo team proprio e, partendo dal JWRC, dovrà arrivare fino alla gloria nella classe WRC; la modalità scuola guida rally, suddivisa in base e avanzata, dove il giocatore imparerà i fondamentali e le tecniche più avanzate per dominare nei rally; la modalità gioco libero che fornisce al giocatore la libertà di creare la propria gara con le proprie regole o su un singolo stage, o per un intero rally, o ancora per un campionato composto da più rally; la modalità prova a tempo in cui il giocatore potrà sfidare se stesso e altri piloti virtuali scaricando i loro fantasmi e provando a batterli; la modalità multigiocatore online, che prevede di connettersi con giocatori di tutto il mondo per disputare rally e campionati; e la modalità hot seat, la quale permette di giocare una singola partita su un singolo stage a tutti i giocatori selezionati che, passandosi il controller a turno, cercheranno di battere il tempo migliore tra di loro.

## Contenuti

### Automobili
Il gioco presenta numerose vetture per ogni classe:

#### JWRC
- Citroen C2 R2
- Citroen C2 Super 1600
- Ford Fiesta R2
- Honda Civic R3
- Renault Clio R3
- Suzuki Swift R2
- Suzuki Swift Super 1600

#### PWRC
- Mitsubishi Lancer Evolution IX
- Mitsubishi Lancer Evolution X
- Subaru Impreza WRX STi N4 2008

#### SWRC
- Abarth Grande Punto S2000
- Ford Fiesta Super 2000
- Peugeot 207 S2000
- Skoda Fabia Super 2000

#### WRC
- Citroen C4 WRC
- Ford Focus WRC 2008
- Ford Focus WRC 2009
- Subaru Impreza WRX STi 2007

#### Gruppo B
L'8 ottobre 2010 è stato pubblicato un DLC dedicato alle vetture di Gruppo B, contenente le seguenti auto:
- Citroen BX4 TC
- Ford RS200
- Lancia Delta S4
- Peugeot 205 T 16
- Renault R5 Maxi Turbo

### Rally
- Rally di Svezia
- Rally del Portogallo
- Rally di Finlandia
- Rally di Gran Bretagna
- Rally d'Alsazia
- Rally della Nuova Zelanda
- Rally di Catalogna
- Rally di Germania
- Rally di Turchia
- Rally del Giappone
- Rally del Messico
- Rally di Giordania
- Rally di Bulgaria

## Contenuti speciali
All'interno di alcune confezioni fisiche del gioco vi era un invito, da parte degli sviluppatori, a recarsi sul sito ufficiale del gioco e registrarsi per ottenere livree esclusive e un boost di crediti all'interno del gioco.